# Theotbald von Arles
Theotbald (* 850/860; † Juni 887/895) war Graf von Arles. Er war der Sohn von Herzog Hugbert aus dem Haus der Bosoniden, seine Mutter ist unbekannt.

## Biografie
879 heiratete er Bertha, eine uneheliche Tochter des Karolingers Lothar II.; ihre Kinder waren:
- Hugo, † 10. April 947, 903 Graf von Vienne, 926 König von Italien
- Boso, † nach 936, 911/931 Graf von Avignon und Vaisin, 926/931 Graf von Arles, 931/936 Markgraf von Tuscien
- Teutberga, † vor September 948; ⚭ Warnarius, X 6. Dezember 924, 895 Vizegraf von Sens, 895/896 Graf von Troyes.

Die Existenz einer zweiten Tochter ergibt sich aus einem Dokument aus dem Jahr 924, jedoch ist über sie nichts weiter bekannt.
Theotbald ist um 879/880 Graf von Arles und befindet sich in der Entourage Boso von Viennes, des neuen Königs von Niederburgund, mit dem er verwandt ist. Die Annales Vedastini (Annalen der Abtei Saint-Vaast) berichten, dass Teutbaldum filium Hucberti (Theotbald, Sohn Hugberts) von Heinricus 880 in einer Schlacht gegen Bosonem tyrannum (den Tyrannen Boso) schwer verwundet wurde. Mit dem elsässischen Herzog Hugo wurde er anschließend verfolgt und musste sich in die Provence flüchten.
Das Datum seines Todes ist unbekannt, es liegt zwischen 887 und 895. Seine Witwe Bertha verheiratet sich 895 (bzw. zwischen 890/898) mit Adalbert dem Reichen, Markgraf von Tuscien.